# Tapesina griseovitellina
Tapesina griseovitellina är en svampart som först beskrevs av Karl Wilhelm Gottlieb Leopold Fuckel, och fick sitt nu gällande namn av Franz Xaver von Höhnel 1923. Tapesina griseovitellina ingår i släktet Tapesina och familjen Hyaloscyphaceae.   Inga underarter finns listade i Catalogue of Life.